# Palác Dělnické zdravotní pojišťovny
Palác Dělnické zdravotní pojišťovny je bytový dům v Bratislavě v Starém Městě na Sienkiewiczově ulici č. 1. Instituce byla založena v roce 1892. Patří mezi národní kulturní památky.

## Historie
Budova byla postavena podle projektu významného bratislavského projektanta Eugena Schillera. V budově se nacházely úřadovny pojišťovny a zasedací síň představenstva, ambulance posudkových lékařů, vodoléčebné zařízení a nájemní byty. Budova byla postavena ve stylu eklekticismu a dokončena v roce 1909 (jiný zdroj 1906) , pozemek poskytlo město. Dnes zde sídlí Slovenská akademie věd, Ústav normální a patologické fyziologie SAV a Institut jazyků.